# Puente de Tancarville
El puente de Tancarville (del francés: Pont de Tancarville) es un puente colgante que cruza el río Sena entre Tancarville (Sena Marítimo) y Marais-Vernier (Eure).
Su construcción se inició en 1955 sobre una idea de 1933. Entró en servicio en 1959 y en su momento fue el puente más cercano al estuario del río (más tarde se construyó el puente de Normandía).
En el momento de su inauguración era el puente europeo de mayor envergadura (608 metros). Fue una de las primeras obras de esta importancia cuya construcción se desarrolló sin ningún accidente mortal. 
| Predecesor: Puente colgante de Ancenis (Río Loira) | Puente con el vano más largo de Francia 1959-1992 | Sucesor: Puente de Normandia (Río Sena) |

- Datos: Q2351952
- Multimedia: Pont de Tancarville / Q2351952